# William Danielsen
William Danielsen (Stavanger, 9 dicembre 1915 – Stavanger, 21 agosto 1989) è stato un allenatore di calcio, dirigente sportivo e calciatore norvegese, di ruolo attaccante.

## Carriera

### Giocatore

#### Club
Danielsen giocò nel Viking, totalizzando 180 reti in 370 incontri tra il 1931 ed il 1952. Giocò due finali di Norgesmesterskapet per il club, nell'edizione 1933 e nell'edizione 1947, perdendo in entrambe le occasioni.

#### Nazionale
Danielsen giocò 6 partite per la Norvegia. Debuttò l'8 giugno 1934, nella vittoria per 4-0 sull'Austria. Segnò l'unica rete il 27 maggio 1937, nella sconfitta per 1-3 contro l'Italia.

### Allenatore
Nel 1955, fu nominato allenatore del Viking. Ricoprì questa carica per un solo anno, prima di tornare nella stessa posizione nel 1958. Vinse l'edizione 1959 della Coppa di Norvegia. Dal 1958 al 1962, fu presidente del Viking.

## Palmarès

### Allenatore

#### Club

##### Competizioni nazionali
- Coppa di Norvegia: 1

Viking: 1959